# Io non credo a nessuno
Io non credo a nessuno (Breakheart Pass) è un film del 1975 diretto da Tom Gries. Il film è tratto dal romanzo Agguato al Passo del Nibbio dello scrittore Alistair MacLean.

## Trama

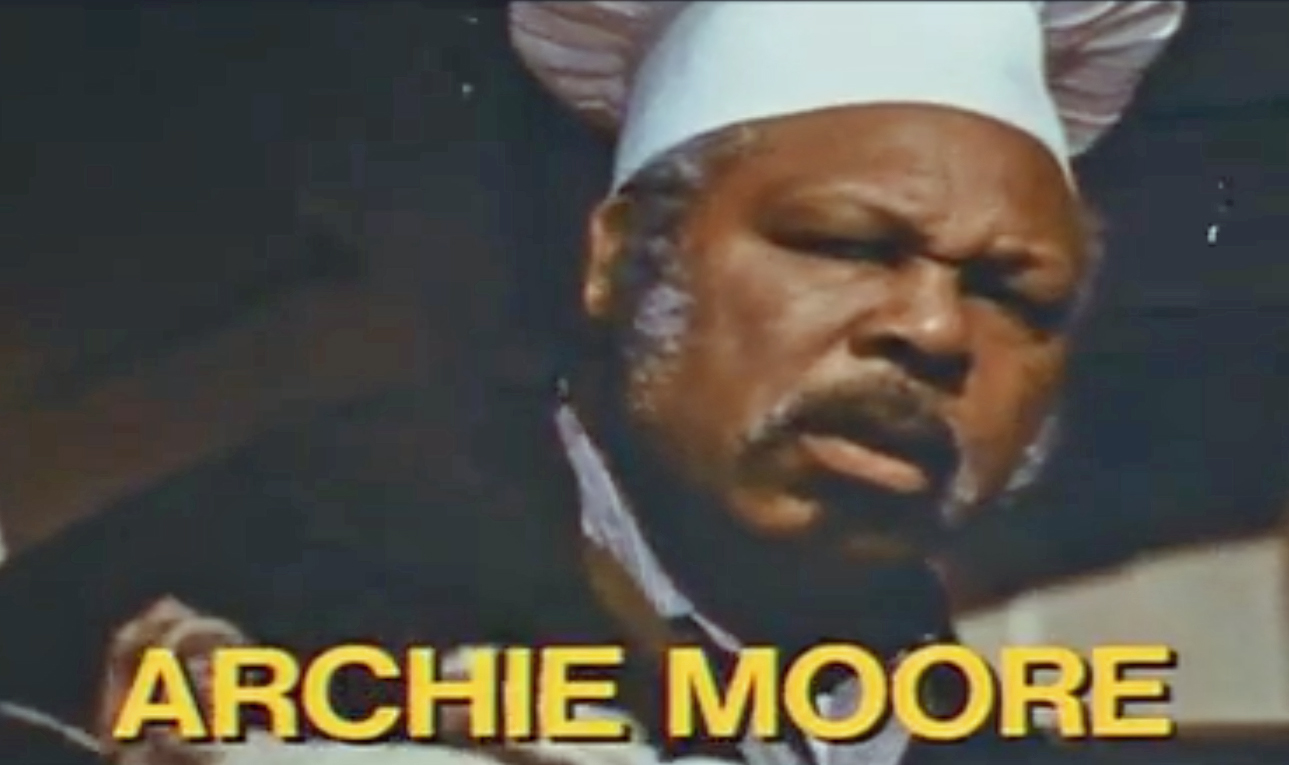
Archie Moore nel trailer

Intorno al 1870, i residenti della guarnigione di Fort Humboldt, avamposto dell'esercito, sono presumibilmente affetti da un'epidemia di difterite. Un treno si sta dirigendo verso la fortezza, carico di rinforzi e rifornimenti medici. A bordo del treno viaggiano anche passeggeri civili, tra cui il governatore del Nevada Fairchild e la sua amante Marica. Il treno si ferma brevemente a Myrtle, dove prende a bordo Pearce, un uomo di legge locale, e il suo prigioniero, John Deakin, un noto fuorilegge che è stato identificato attraverso una foto in un articolo di giornale ma che in realtà è un agente federale sotto copertura. Durante il percorso, Deakin e il suo compagno, il reverendo, scoprono che non vi è alcuna epidemia presso l'avamposto, ma che in realtà è in corso una cospirazione tra un gruppo di assassini e una tribù di indiani. Mentre il treno si dirige a tutto vapore verso Breakheart Pass, gli uomini a bordo continuano a morire a uno a uno. A Breakheart Pass si scatena l'inferno non appena gli indiani attaccano il treno (oltre 400 fucili rubati). Il treno semidistrutto dell'esercito, che ha perso tutte le sue truppe in un incidente spettacolare, resta indifeso. Nel frattempo, i criminali sentono la battaglia (dall'assedio di Fort Humboldt), e cavalcano per impadronirsi del treno, e alla fine, il passo è disseminato di cadaveri.